# Ilhas de Bass
As Ilhas de Bass (em francês: Îles de Bass ou Îlots de Bass) são constituídas, principalmente, por Rapa Iti (27° 35′ 00″ S, 144° 20′ 00″ O) e Marotiri (27° 55′ 00″ S, 143° 26′ 00″ O). Considera-se estas ilhas como as mais meridionais da Polinésia Francesa.
Geologicamente, as Ilhas de Bass distinguem-se das outras ilhas do arquipélago das Austrais na medida em que o seu vulcanismo parece ser muito mais recente.
Culturalmente, as Ilhas de Bass parecem terem sido colonizadas na mesma época que Tahiti e as Marquesas, e a cultura e a língua (Rapa) aparentam ter divergido ao mesmo tempo, indicando que eles se desenvolveram em relativo isolamento quase na época do primeiro assentamento.

## Curiosidades
As ilhas de Rapa Iti e Marotiri localizam-se a 420 quilómetros uma da outra.